# Ельня (приток Немана)
Е́льня (бел. Е́льня) — река в Щучинском и Мостовском районах Белоруссии, правый приток Немана. Длина реки — 23 км, площадь её водосбора — 123 км². Средний уклон водной поверхности — 2,3 ‰.
Исток реки находится у деревни Барташи (Щучинский район) в 8 км к западу от города Щучин. Генеральное направление течения — юг, в нижнем течении поворачивает на юго-восток. В среднем течении перетекает из Щучинского в Мостовский район.
Из 23 километров течения реки канализированно 18 — от деревни Барташи до деревни Скоржики (8 км) и от деревни Милевцы до устья (10 км). В деревне Милевцы на реке плотина и запруда.
Река протекает деревни Барташи, Ельня, Скоржики, Милевцы (Щучинский район); Бояры (Мостовский район).
Ельня впадает в Неман в 10 км к востоку от города Мосты.
Имеется правый приток — река Абрамовщина.